# フランソワーズ・デュール
フランソワーズ・デュール（Françoise Durr, 1942年12月25日 - ）は、フランスの元女子テニス選手。旧フランス領アルジェリアの首都・アルジェに生まれる。1967年の全仏選手権で女子シングルス、ダブルスともに優勝を飾った。シングルス自己最高ランキングは3位。現役生活でシングルス26勝、ダブルス42勝を挙げた。
2003年国際テニス殿堂入り。

## 来歴
デュールの活躍した時期は、テニス界における最大の転換期「オープン化措置」（4大大会にプロ選手の出場を解禁すること）をまたぐ頃だった。1963年に女子テニスの国別対抗戦「フェデレーション・カップ」（現在の名称はフェドカップ）が創設されたが、デュールはその第1回大会からフランス・チームの代表選手となった。1965年からデュールは公式戦のシングルスで優勝回数を伸ばし、ついに1967年の全仏選手権で地元フランスの女子選手としてシングルス・ダブルスの両部門で優勝を飾った。シングルスの決勝ではレスリー・ターナー（オーストラリア）を 4-6, 6-3, 6-4 の逆転で破り、ダブルスも制覇して“単複2冠”を達成した。（当時はオープン化措置の前だったので、現在のような全仏オープンの名称ではなかった。）その後、2000年にマリー・ピエルスが優勝するまで、同大会の女子シングルス部門でフランス人の優勝者は33年間現れなかった。
デュールは4大大会の女子ダブルスでは、1967年全仏選手権の他にも11大会で優勝を飾っている。1975年のウィンブルドン女子ダブルス決勝で沢松和子とアン清村のペアに 5-7, 6-1, 5-7 で敗れた相手は、ほかならぬデュールとベティ・ストーブ（オランダ）の組であった。
現役引退後のデュールは数々の名誉職につき、1988年に「女子テニス協会名誉会員」に選出され、1993年には「フランス・テニス連盟」で最初の「女子テニス監督」（Director of Women's Tennis）に就任した。2003年に国際テニス殿堂入りを果たしている。
デュールはまた、女子ツアーの転戦の際に愛犬を同伴した最初の女子選手としても知られる。その犬は「トップスピン」（Topspin）という名前で呼ばれ、デュールのテニスラケットをコートまで運び、当時のテニスファンの“人気者”だったという。

## 4大大会優勝
- 全仏オープン　女子シングルス：1勝（1967年）／女子ダブルス：5勝（1967年-1971年）／混合ダブルス：3勝（1968年・1971年・1973年）
- ウィンブルドン　混合ダブルス：1勝（1976年）　［1975年の女子ダブルス決勝で沢松和子＆アン清村組に敗れる］
- 全米オープン　女子ダブルス：2勝（1969年・1972年）